# شركة الأدوية والمواد الصيدلانية الهندية المحدودة
شركة الأدوية والمواد الصيدلانية الهندية المحدودة (بالإنجليزية: Indian Drugs and Pharmaceuticals Limited ومختصرها IDPL)‏ هي شركة صيدلانية تابعة للقطاع العام في الهند. تمتلك الحكومة الهندية الشركة وتقوم بإنتاج الأدوية وأبحاث اكتشاف الأدوية. يقع مقر الشركة في نيودلهي بالإضافة لفروع في حيدر آباد وغورغاون وريشيكش.